# Polk (Nebraska)
Polk es una villa ubicada en el condado de Polk en el estado estadounidense de Nebraska. En el Censo de 2010 tenía una población de 322 habitantes y una densidad poblacional de 254,24 personas por km².

## Geografía
Polk se encuentra ubicada en las coordenadas 41°4′31″N 97°47′2″O / 41.07528, -97.78389. Según la Oficina del Censo de los Estados Unidos, Polk tiene una superficie total de 1.27 km², de la cual 1.27 km² corresponden a tierra firme y (0%) 0 km² es agua.

## Demografía
Según el censo de 2010, había 322 personas residiendo en Polk. La densidad de población era de 254,24 hab./km². De los 322 habitantes, Polk estaba compuesto por el 98.45% blancos, el 0% eran afroamericanos, el 0.31% eran amerindios, el 0.31% eran asiáticos, el 0% eran isleños del Pacífico, el 0.62% eran de otras razas y el 0.31% pertenecían a dos o más razas. Del total de la población el 2.17% eran hispanos o latinos de cualquier raza.